# Trachydium
Trachydium là chi thực vật có hoa trong họ Apiaceae.